# 肯普特河
47°28′21″N 8°42′24″E / 47.47263°N 8.70678°E

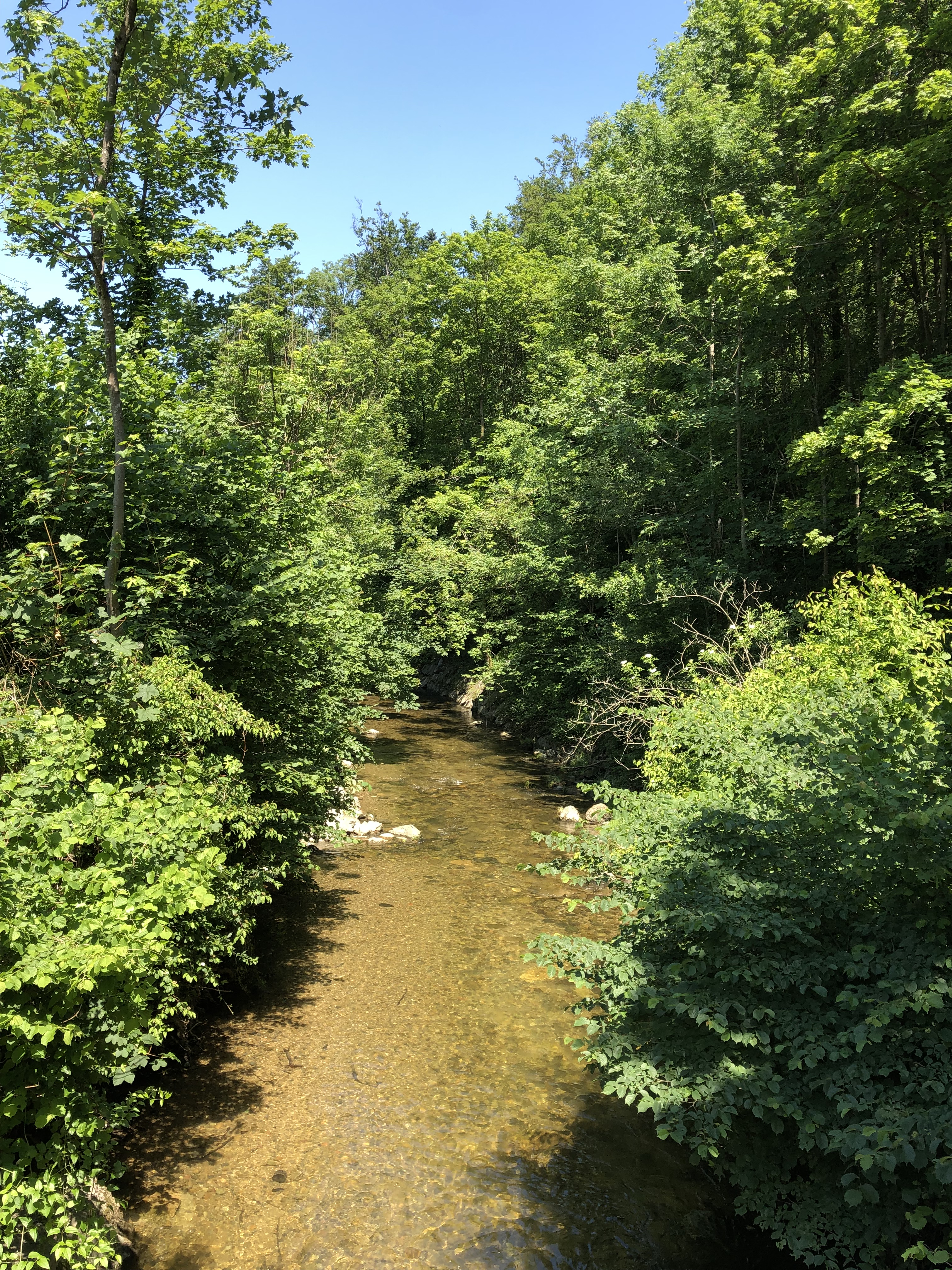

肯普特河是瑞士的河流，位於該國北部，流經蘇黎世州，屬於特斯河的左支流，河道全長22.5公里，流域面積62.5平方公里，發源自貝雷茨維爾。